# Гейтен, Лидия Николаевна
Ли́дия Никола́евна Ге́йтен (2 [14] мая 1857 — 20 ноября 1920, Москва) — артистка балета и педагог, солистка московского Большого театра в 1870—1893 годах, антрепренёр собственного театра в увеселительном саду «Аквариум» на Большой Садовой улице (1893—1897).

## Биография
В 1874 году окончила Московское театральное училище, класс старшего учителя классического танца Г. И. Легата. После выпуска из школы была командирована за границу за казённый счет для совершенствования. В 1870—1893 годах была солисткой балетной труппы московского Большого театра. Сильная танцовщица-актриса с виртуозной техникой, на протяжении двух десятилетий Лидия Гейтен танцевала практически все женские партии, не имев на сцене соперниц. Была первой исполнительницей роли Сванильды в «Коппелии» на русской сцене (1882). Также была первой исполнительницей партии Китри при возобновлении в Большом театре Алексеем Богдановым балета Мариуса Петипа «Дон Кихот» (1887, премьера состоялась в 1869).
В 1883 году балетная труппа Большого театра была значительно сокращена, но Гейтен отказалась от предложений перейти в петербургские театры, чтобы сохранить традиции московского балета. В 1887 году гастролировала в Лондоне, на сцене театра Ковент-Гарден.
В 1890 и 1893 годах балерина выступала в летних театрах Санкт-Петербурга, в сентябре того же года она выкупила у оказавшегося на грани разорения Михаила Лентовского только что им благоустроенный увеселительный сад «Чикаго», перестроила летний театр Лентовского в зимний и сама стала его первым антрепренёром. Здесь она танцевала отрывки из балетов и дивертисментные номера; спектакли для неё оформлял театральный художник Евгений Бауэр.
В 1894 году Гейтен гастролировала по провинциальным городам России. В 1897 году она продала свой театр на улице Большой Садовой кандидату прав И. С. Соловейчику. После ухода со сцены преподавала в Московском хореографическом училище.

## Репертуар
- 6 (25) февраля 1870 — Миранда, «Трильби[англ.]» Мариуса Петипа (Трильби — Полина Карпакова) — первая исполнительница партии.
- 24 января (5 февраля)1882 —  Сванильда**, «Коппелия», постановка Иосифа Гансена по балету Артура Сен-Леона — первая исполнительница партии на русской сцене.
- 1887 — Китри-Дульцинея**, «Дон Кихот», постановка Алексея Богданова по петербургской редакции Мариуса Петипа (Базиль — Николай Манохин) — первая исполнительница партии при возобновлении в Большом театре.
- Корсар - Медора
- Также исполняла ведущие партии в балетах «Жизель», «Волшебный башмачок», «Лебединое озеро», «Эсмеральда» и других.